# SN 2008az
SN 2008az – supernowa typu II-P odkryta 9 marca 2008 roku w galaktyce UGC 10721. W momencie odkrycia miała maksymalną jasność 16,00m.